# Inte som andra
Inte som andra (originaltitel: Disturbing Behavior) är en amerikansk långfilm från år 1998, som inte är som andra. Filmen regisserades av David Nutter.

## Handling
Familjen Clark bestämmer sig för att flytta från Chicago till småstaden Cradle Bay Island för att börja ett nytt liv där. Anledningen är att sonen och brodern Allen Clark tagit sitt liv. 
När Allens bror Steve börjar på stadens high school, blir han snabbt vän med skolans mobbningsoffer Gavin Strick och Rachel Wagner. Gavin presenterar Steve för skolans olika gäng. Ett av gängen kallas The Blue Ribbons och består av skolans toppelever. Medlemmarna i The Blue Ribbons anses vara "perfekta" - de har de högsta betygen, de beter sig exemplariskt och det finns kort sagt inget negativt att säga om dem. Men medlemmarna har dock inte alltid varit så skötsamma som de nu är. Gavin förklarar att detta beror på att medlemmarna blivit hjärntvättade.
Till en början är Steve väldigt tveksam till Gavins teori, men snart märker han att konstiga saker alltid händer kring The Blue Ribbons. En av skolans elever, Mary Jo, har varit spårlöst försvunnen ett tag och Gavin påstår att han sett en av The Blue Ribbons mörda henne och att polisen varit inblandad.

## Om filmen
Filmen totalfloppade i stora delar världen, och i vissa länder slutade den visas på bio efter bara en vecka. I Sverige har filmen fått två olika titlar, Inte som andra alternativt Inte som alla andra.

## Rollista (urval)
- James Marsden - Steve Clark
- Katie Holmes - Rachel Wagner
- Tobias Mehler - Andy Effkin
- Nick Stahl - Gavin Strick
- Bruce Greenwood - Dr. Edgar Caldicott
- William Sadler - Dorian Newberry
- Ethan Embry - Allen Clark